# アイリーン・プリングル

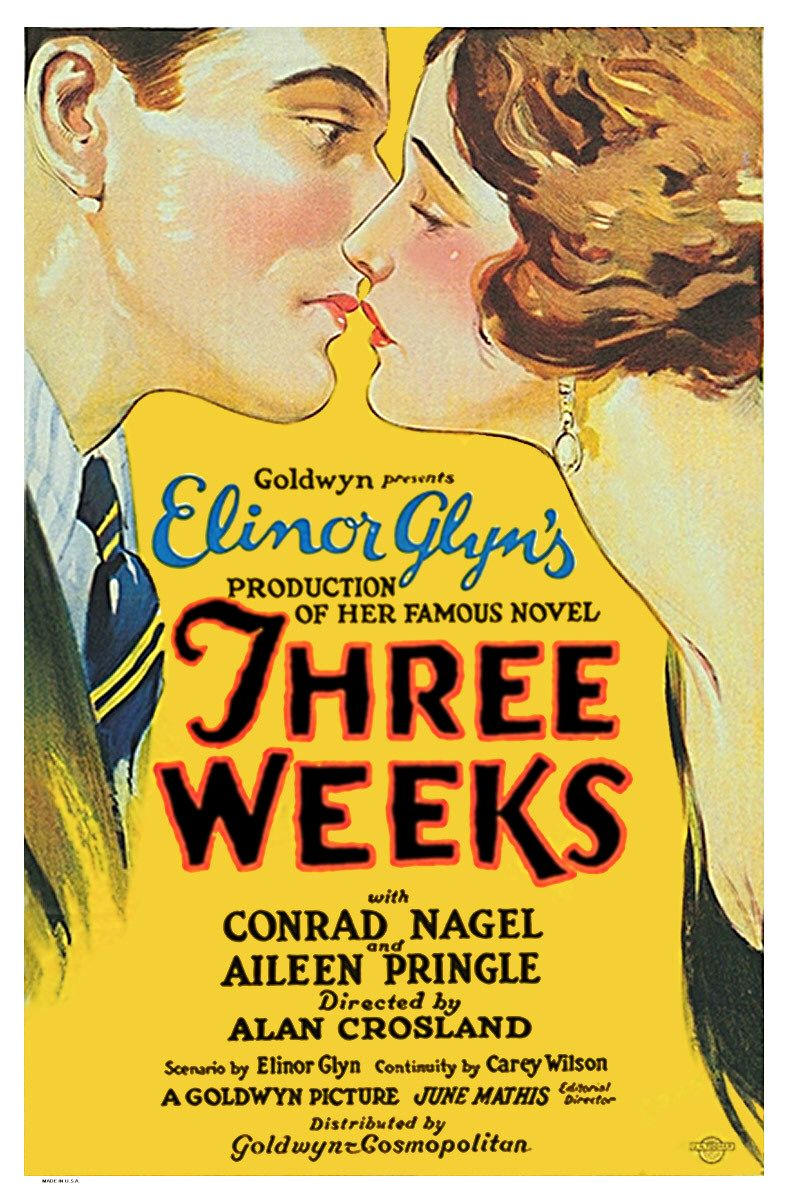
初主演作『Three Weeks』のポスター(1924年)

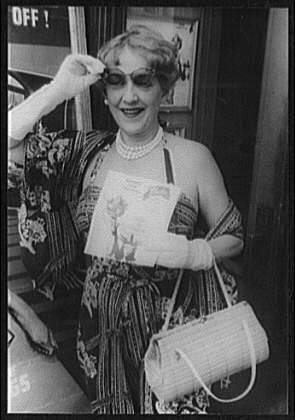
アイリーン・プリングル(1952年、撮影カール・ヴァン・ヴェクテン)

アイリーン・プリングル（Aileen Pringle、1895年7月23日 - 1989年12月16日）とは、アメリカ合衆国のサイレント映画期の舞台女優、映画女優。

## 生涯
サンフランシスコの高名かつ裕福な家庭に生まれる。出生名はアイリーン・ビスビー（Aileen Bisbee）。ヨーロッパで教育を受けた後、1916年にジャマイカ副総督サー・ジョン・プリングルの息子チャールズ・マッケンジー・プリングル（1883年 - 1968年）と結婚。直後に女優としての活動を始める。当初の芸名はアイリーン・サヴェージ（Aileen Savage）だった。
ルドルフ・ヴァレンティノの『Stolen Moments』（1920年）などに出演後、1924年、友人で恋愛小説作家のエリノア・グリンの小説『Three Weeks』が映画化されることになり、エリノアの推薦でアイリーンが主役に抜擢される。この映画のおかげでアイリーンは一躍人気女優となった。
1924年11月15日、アイリーンはカリフォルニア州サンペドロで、新聞王ウィリアム・ランドルフ・ハースト所有のヨット「オネイダ号」にハリウッドのセレブたちと一緒に乗船していた。映画プロデューサー・監督のトーマス・H・インスの誕生日を祝う集まりで、他に、コラムニストのルエラ・パーソンズ、喜劇王チャールズ・チャップリン、女優でハーストの愛人だったマリオン・デイヴィス、女優シーナ・オーウェン、ジャクリーヌ・ローガン、ジュランヌ・ジョンストンがいた。日曜の夜にインスの42歳の誕生日を祝い、迎えた月曜日の朝のことだった。海上タクシーが呼ばれインスを陸に搬送。しかしインスは火曜日の夜に亡くなってしまった。インスの謎の死は胃腸の疾患によるのと診断されたが、マスコミのゴシップ報道は過熱。マリオン・デイヴィスと関係を持ったチャップリンを狙ったハーストの銃弾が誤ってインスに当たったとの憶測も流れた。アイリーンのキャリアに影響はなかったものの、この事件はハリウッドの伝説となった。
アイリーンは高慢で人を見下す態度を取り、そのせいで共演者の多くから嫌われていたと言われている。アイリーンは機知に富んでいた。しかし、時としてハリウッドや同僚の俳優たちを辛辣に批判することがあった。『Three Weeks』のロマンスシーンで相手役コンラッド・ネーゲルが彼女を抱いてベッドまで運ぶシーンがあるが、読唇術でアイリーンの唇の動きを読むと、「もし私を落としたら、てめえ、首の骨へし折ってやるからね」と言っている。そうした理由から、1920年代後半になると出番も少なくなってしまった。
ハリウッドでは煙たがられていたが、雑誌からは「知識階級のお気に入り」という称号を頂いていた。アイリーンはカール・ヴァン・ヴェクテン、ジョゼフ・ハーゲスハイマー、ルパート・ヒューズ、さらに彼女の生涯の友人となったH・L・メンケンといった文学者たちと親しかったからである。メンケンが『ボルティモア・サン』紙に寄せたヴァレンティノへの追悼文は有名だが、実は二人を引き合わせのはアイリーンだった。ジョージ・ガーシュウィンも彼女の崇拝者で、ハリウッドでアイリーンと会い、サンタモニカのアイリーンの自宅で『セカンド・ラプソディ』の大部分を書いた。アイリーンの機知、鋭い知性、華やかな性格はこうした人々には人気があった。
1926年に夫チャールズと離婚。『Dream of Love』（1928年）でジョーン・クロフォードと、『Wall Street』（1929年）でラルフ・インスとそれぞれ共演するなど芝居に専念するが、トーキーの時代が到来、スタジオは新たなスターを求め、アイリーンの需要は減少した。それでもアイリーンは端役、時にはクレジットされない役ででも映画に出続けた。
1944年、『郵便配達は二度ベルを鳴らす』の作者ジェームズ・M・ケインと結婚。しかし、2年で破局した。
1940年代に引退。ニューヨークで隠居暮らしをした。1989年、94歳で死去した。
映画業界への貢献により、ハリウッド・ウォーク・オブ・フェームのハリウッド大通り6723に星を獲得した。

## フィルモグラフィ
- 罪と罰 The Cost (1920) - アイリーン・サヴェージ名義
- The Sport of Kings (1920) - アイリーン・サヴェージ名義
- 死後の霊魂 Earthbound (1920) - アイリーン・サヴェージ名義
- Stolen Moments (1920)  - アイリーン・サヴェージ名義、短編
- Oath-Bound (1922)
- 富に群る者 The Strangers' Banquet (1922)
- 大陸に鳴る女 My American Wife (1922) - 現存せず
- 愛光輝く The Christian (1923)
- 虎の爪 The Tiger's Claw (1923)
- 売られ行く魂（英語版） Souls for Sale (1923)
- 見えざる力 Don't Marry for Money (1923)
- パレスの騎士 In the Palace of the King (1923) - 現存せず
- 男の名を言え Name the Man (1924)
- Three Weeks (1924) - 主演
- True As Steel (1924) -　主演、一部のみ現存
- 男子凱旋 His Hour (1924) -　主演
- 半獣半人の妻[10] The Wife of the Centaur (1924) - 現存せず
- 楽園の盗賊 A Thief in Paradise (1925) - 現存せず
- ひととせの命 One Year to Live (1925) - 主演
- A Kiss in the Dark (1925)
- 名馬必勝 Wildfire (1925) - 主演
- からくり四人組 The Mystic (1925) - 主演
- 紅ばらの唄 Soul Mates (1925) - 主演
- 椿姫 Camille (1926) - 短編
- 山だし娘 The Wilderness Woman (1926) - 主演、現存せず
- 死線を潜りて The Great Deception (1926) - 現存せず
- 神ぞ知る Tin Gods (1926) - 現存せず
- Adam and Evil (1927) - 主演、現存せず
- Body and Soul (1927) - 主演
- Tea for Three (1927) - 現存せず
- Wickedness Preferred (1928) - 現存せず
- Beau Broadway (1928) - 現存せず
- The Baby Cyclone (1928) - 現存せず
- 活動役者（英語版） Show People (1928) - カメオ出演
- Dream of Love (1928) - 現存せず
- A Single Man (1929) - 現存せず
- ナイト・パレード Night Parade (1929) - 主演
- Wall Street (1929)
- 目醒めよ感激 Puttin' On the Ritz (1930)
- Prince of Diamonds (1930) - 主演
- Soldiers and Women (1930) - 主演
- 地下鉄殺人事件 Subway Express (1931)
- 電話殺人事件 Murder at Midnight (1931) - 主演
- Convicted (1931) - 主演
- Police Court (1932)
- The Age of Consent (1932)
- The Phantom of Crestwood (1932)
- By Appointment Only (1933)
- Love Past Thirty (1934)
- Jane Eyre (1934)
- Once to Every Bachelor (1934)
- Sons of Steel (1934) - クレジットなし
- Vanessa: Her Love Story (1935) - クレジットなし
- 妻と女秘書 Wife vs. Secretary (1936)
- 海峡の惨劇 The Unguarded Hour (1936)
- Piccadilly Jim (1936)
- Wanted: Jane Turner (1936) - クレジットなし
- Criminal Lawyer (1937) - クレジットなし
- 真珠と未亡人 The Last of Mrs. Cheyney (1937)
- John Meade's Woman (1937)
- Thanks for Listening (1937)
- She's No Lady (1937)
- Nothing Sacred (1937) - クレジットなし
- Man-Proof (1938) - クレジットなし
- 地球を駆ける男 Too Hot to Handle (1938) - クレジットなし
- The Hardys Ride High (1939)
- Calling Dr. Kildare (1939) - クレジットなし
- Should a Girl Marry? (1939)
- ザ・ウィメン The Women (1939) - クレジットなし
- The Night of Nights (1939) - クレジットなし
- 新婚第一歩 Appointment for Love (1941) - クレジットなし
- 壮烈第七騎兵隊 They Died with Their Boots On (1941) - クレジットなし
- Between Us Girls (1942) - クレジットなし
- The Youngest Profession (1943) - クレジットなし
- Dr. Gillespie's Criminal Case (1943) - クレジットなし
- Happy Land (1943) - クレジットなし
- 君去りし後 Since You Went Away (1944) - クレジットなし
- A Wave, a WAC and a Marine (1944)
- ローラ殺人事件 Laura (1944) - クレジットなし